# Makhnovka (oblast de Koursk)
Makhnovka (en russe : Махновка) est un village du selsoviet de Tverlikovo du raïon de Soudja dans l'oblast de Koursk, en Russie. Sa population s'élevait à 1 062 habitants au recensement de 2021.

## Géographie
Le village de Makhnovka se situe dans l'oblast de Koursk, un oblast de la partie européenne de la Russie. Le village fait partie du raïon de Soudja, avec Soudja comme centre administratif. Il se trouve dans le selsoviet de Tverlikovo, une municipalité dont il est le.

## Démographie
Recensements (*) et estimations de la population :
| 2002 * | 2010* | 2021* | - |
| ------ | ----- | ----- | - |
| 1 164  | 1 100 | 1 062 | - |